# Okres Milicz
Okres Milicz (polsky Powiat milicki) je okres v polském Dolnoslezském vojvodství. Rozlohu má 714,88 km² a v roce 2023 zde žilo 35 603 obyvatel. Sídlem správy okresu je město Milicz.

## Gminy
Městsko-vesnická:
- Milicz

Vesnické:
- Cieszków
- Krośnice

## Město
- Milicz

## Sousední okresy
| Růžice kompasu |           | Krotoszyn    |                     | Růžice kompasu |
| Růžice kompasu | Rawicz    | Sever        | Ostrów Wielkopolski | Růžice kompasu |
| Růžice kompasu | Rawicz    | Okres Milicz | Ostrów Wielkopolski | Růžice kompasu |
| Růžice kompasu | Rawicz    | Jih          | Ostrów Wielkopolski | Růžice kompasu |
| Růžice kompasu | Trzebnica |              | Oleśnica            | Růžice kompasu |